# Comunidades aldeãs de Goa
Comunidade ou gaunkari (do concani: gaun, aldeia e kari, associação) é a designação dada no Estado de Goa a uma forma ancestral de propriedade colectiva da terra, que consiste na posse conjunta e inalienável de determinadas terras pelos membros (os gaunkar) do sexo masculino descendentes dos fundadores da aldeia à qual essa propriedade está ligada. O sistema de gaunkari foi predominante nas zonas rurais de Goa, ainda mantendo grande relevância, com pelo menos 223 comunidades em existência.

## Descrição
O regime legal de comunidade é uma variante criada pela codificação feita pela administração portuguesa do período colonial do regime ancestral de gaunkari, também referido na língua concani por gramasanstha (ग्रामसंस्था), termo em que gram denota aldeia, ou seja por comunidade aldeã, já que a propriedade colectiva da terra está ligada, desde tempos imemoriais, à pertença a um povoamento (aldeia), cujos fundadores se apropriaram da terra que depois passou à posse colectiva dos seus descendentes (a comunidade).
Os membros das comunidades são designados por gaunkars (ou gaonkars) e zonnkars (em português jonoeiros) consoante se mantém ligados à exploração colectiva da terra (os primeiros) ou se limitam a receber um dividendo, o zonn ou jono (os segundos). O dividendo é fixado pela comunidade e repartido entre todos os seus membros, nesse contexto encarados como accionistas, já que cada um é detentor de uma acção correspondente à fracção que lhe cabe na propriedade das terras colectivas.
Esta evolução no sentido de transformar a comunidade numa sociedade por quotas é uma adaptação dos costumes ancestrais aos modernos cânones económicos, o que a continuar a tendência para a redução do número de agricultores, levará à transformação das comunidades numa mera sociedade por quotas cujos membros adquirem o direito às correspondentes acções por nascimento.
O sucesso da Operação Vijay em Dezembro de 1961, e o consequente fim da presença portuguesa em Goa, levou à perda de parte importante das funções das comunidades, que até aí assumiam a administração da maioria dos interesses locais, funcionando como autarquias. Como no ordenamento jurídico indiano, baseado no Panchayat Raj (पंचायत em devanagiri), essas funções são assumidas pelos gram panchayat (a autarquia de aldeia), os gaunkaris ficaram reduzidos às suas funções de gestão das terras comunais, já que a função dominante das comunidades ficou reduzida à concessão do uso de parcelas de terra, e ainda assim mediante uma tabela de rendas sujeita a aprovação governamental.
Essa perda de funções, a que se junta o estreito controlo exercido pelo governo estadual de Goa sobre as actividades dos gaunkaris, leva a que os apoiantes do sistema de comunidade apontem como ameaça à sua sobrevivência o reduzido âmbito de acção deixado às comunidades enquanto entidades tradicionalmente dotadas de governança própria. Essa constatação levou ao aparecimento de uma associação dedicada à defesa dos interesses dos gaunkaris (a Association of Componentes of Comunidades), a qual iniciou uma campanha visando travar a erosão do sistema das comunidades aldeães de Goa.
Outra ameaça resulta do regime de arrendamento rural, aprovado na década de 1960 pelo governo do Partido Maharashtrawadi Gomantak, concedeu os mesmos direitos aos rendeiros de terras privadas e aos rendeiros de terras comunitárias, permitindo o pagamento de rendas fixas chamadas comunidade foro em vez dos pagamentos variáveis tradicionalmente fixados em função das colheitas. Esta alteração resultou na passagem da maioria das terras comunitárias para gestão privada, por parte de rendeiros que optaram pelo pagamento fixo, e numa erosão generalizada das funções e importância das comunidades mesmo enquanto entidades gestoras das terras comunitárias.
Em resultado desta alteração ao regime de gestão das terras comunitárias, a maioria dos terrenos que ainda se encontram sob gestão directa das comunidades são localizados em zonas montanhosas, mantendo-se incultos ou tendo sido cedidos para plantação de caju, em geral em regime de usufruto.
Nas zonas populosas e mais desenvolvidas da região central e costeira do Estado de Goa, a quase totalidade das terras que pertenceram às comunidades foram ocupadas por outros usos, incluindo aquisições por parte do Estado para desenvolvimento urbano e industrial ou por rendeiros. Apesar de serem frequentes os casos de usurpação de terras comunitárias, as autoridades não têm mostrado interesse em intervir em favor dos gaunkaris.
A administração e a própria existência das comunidades está sob crescente pressão, dadas as necessidades e os interesses que na sociedade contemporânea recaem sobre o uso dos solos, sendo frequentes os conflitos envolvendo a posse de terras comunitárias, num processo que encontra um eco pouco favorável à manutenção dos gaunkari nas instâncias governamentais e judiciais, que tendem a encarar a questão como anacrónica.